# (19731) Tochigi
(19731) Tochigi ist ein Asteroid des Hauptgürtels, der am 9. Dezember 1999 von Astronomen der LONEOS an der Anderson Mesa Station (IAU-Code 688) des Lowell-Observatoriums in Arizona entdeckt wurde.
Der Asteroid wurde am 6. Mai 2012 nach der japanischen Präfektur Tochigi in der Region Kantō auf der Insel Honshū benannt. 1999 wurden zwei Tempel und ein Schrein in Nikkō ins Weltkulturerbe aufgenommen.